# Ostsibirische Kindereisenbahn
| Ostsibirische Kindereisenbahn | Ostsibirische Kindereisenbahn |
| ----------------------------- | ----------------------------- |
| TU2-053 mit einem Personenzug |                               |
| Streckenverlauf               |                               |
| Streckenlänge:                | 3,75 km                       |
| Spurweite:                    | 750 mm (Schmalspur)           |
|                               |                               |

Die Ostsibirische Kindereisenbahn (russisch Детская Восточно-Сибирская железная дорога, Detskaja Wostotschno-Sibirskaja schelesnaja doroga) ist eine schmalspurige Parkeisenbahn in Irkutsk. Die Strecke mit einer Spurweite von 750 mm hat eine Länge von 3,75 Kilometern. Sie hat drei Stationen. Die Bahn wurde am 8. November 1939 als eine der vielen Pioniereisenbahnen in der Sowjetunion eröffnet und ist auch heute noch in Betrieb.

## Geschichte
Die im Februar 1937 entworfene Kindereisenbahn wurde am 8. November 1939 eröffnet. Sie lag ursprünglich am Rande der Arbeiterstadt Irkutsk und hatte anfangs eine Länge von einem Kilometer. Im Jahr 1992 wurde sie auf die Inseln Junost und Konni verlegt, und zehn Jahre später, im Jahr 2002, wurde die erste Station des Bahnhofskomplexes am Bahnhof Solnetschnaja (der einzige nach dem Umzug) eröffnet. Es gibt dort ein Klassenzimmer, eine Bibliothek sowie ein Museum der Geschichte der russischen Eisenbahnen. Im Jahr 2003 wurden zwei weitere Haltepunkte in Betrieb genommen: Rodniki und Angara. Gleichzeitig erhielt die Kindereisenbahn den Namen von Georgi Ignatjewitsch Teterski, einem ehrenamtlicher Eisenbahner, Leiter des vereinten ostsibirischen und Krasnojarsker Netzwerks von 1968 bis 1979.

## Schienenfahrzeuge
Die Kindereisenbahn hat vier Diesellokomotiven:
- TU2K-053
- TU2K-228
- TU7-2925
- TU10-016 (angekommen im Dezember 2012)[3]

Im Jahr 2007 wurde die Lokomotive TU2-228 zum Depot Sljudjanka gebracht. Im Jahr 2008 wurde die Lokomotive TU2-053 im Depot modernisiert.

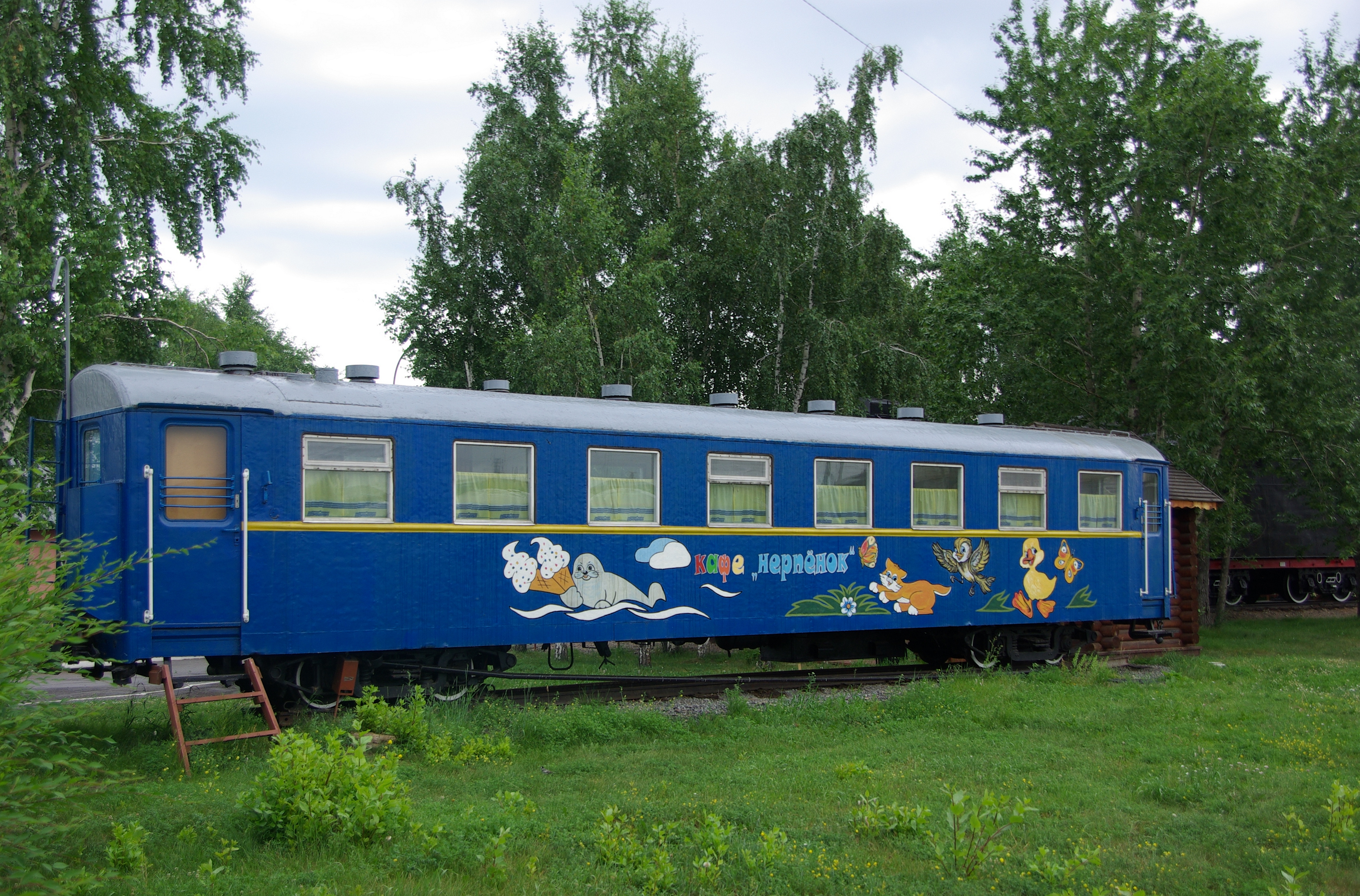
Ausgemusterter Pafawag-Wagen

Es gibt 14 ПВ40-Wagen und zwei ausgemusterte Pafawag-Wagen des polnischen Herstellers von Schienenfahrzeugen Państwowa Fabryka Wagonów (deutsch wörtlich: Staatliche Waggonfabrik) in Wrocław (Breslau).

## Bahnhöfe und Haltestellen
Die Kindereisenbahn hat 3 Stationen:
- Solnetschnaja (Солнечная, 3 Gleise)
- Angara (Ангара, 2 Gleise)
- Rodniki (Родники, Quelle, 3 Gleise).

Der Bahnhof Solnetschnaja ist der wichtigste, es gibt dort ein Bahnhofs- und Bildungsgebäude. Die Haltepunkte Angara und Rodniki haben Bahnsteige, aber es gibt dort keine Bahnhofsgebäude.

## Leitung
Dem langjährigen Leiter Valentin Iwanowitsch Krasjukow folgte 2011 Alexander Alexandrowitsch Korschunow.